# Mike Henry
Michael Robert Henry, detto Mike (Pontiac, 7 novembre 1965), è un doppiatore, scrittore, produttore cinematografico e commediografo statunitense.
È noto soprattutto per il suo lavoro nella serie animata de I Griffin, dove ha sceneggiato e prodotto alcuni episodi e doppiato i personaggi Cleveland Brown, Herbert, Bruce e Consuela. È noto anche per aver co-creato e interpretato la serie animata spin-off The Cleveland Show e per aver doppiato Dann nella serie televisiva The Orville.

## Biografia
Henry e suo fratello minore Patrick sono nati a Pontiac, in Michigan, e sono cresciuti a Richmond, in Virginia. I suoi genitori divorziarono quando aveva sei anni e fu principalmente cresciuto da sua madre. Durante gli anni della scuola gli fu assegnata una borsa di studio e frequentò la vicina Collegiate School. Henry si è laureato alla Washington and Lee University nel 1988, dove ha conseguito una laurea in storia.
All'età di 24 anni, dopo una breve carriera nella pubblicità, Henry si trasferì in California per perseguire la recitazione. Lì iniziò a prendere lezioni al Groundlings Theatre e ad esibirsi come comico di cabaret. Dopo tre anni a Los Angeles, Mike è tornato in Virginia per girare e recitare in alcuni brevi film comici. In quel periodo, Mike recitava spesso nei film per studenti di suo fratello Patrick alla Rhode Island School of Design. Fu lì che fu presentato al compagno di stanza del college di suo fratello Seth MacFarlane.
Successivamente si è trasferito a New York City dove ha recitato in spot pubblicitari e studiato improvvisazione all'Upright Citizens Brigade Theatre.

## Filmografia

### Doppiatore
- I Griffin – serie animata, 295 episodi (1999-2020)
- Kicked in the Nuts! – serie TV (2003)
- Una mamma per amica – serie TV, 4 episodi (2003-2006)
- Scrubs - Medici ai primi ferri – serie TV, 4 episodi (2003-2006)
- La storia segreta di Stewie Griffin (Stewie Griffin: The Untold Story) – film (2005)
- Robot Chicken – serie animata, 3 episodi (2005)
- American Dad! – serie animata, 50 episodi (2005-2018)
- Family Guy Video Game! – videogioco (2006)
- Family Guy: Up Late with Stewie & Brian – cortometraggio (2007)
- Seth MacFarlane's Cavalcade of Cartoon Comedy – cortometraggi (2008-2009)
- Seth & Alex's Almost Live Comedy Show – cortometraggio (2009)
- The Cleveland Show – serie animata, 88 episodi (2009-2013)
- The Making of 'Get Your Hump On' with Earth, Wind, & Fire – cortometraggio (2010)
- Robot Chicken: Star Wars III – film (2010)
- Ted – film (2012)
- I Griffin: Ritorno al multiverso – videogioco (2012)
- One Week – cortometraggio (2013)
- Skateboard Cop – serie TV (2014)
- Family Guy: The Quest for Stuff – videogioco (2014)
- The Orville – serie TV, episodi 1x9-1x11 (2017)